# Ruta 24 (Bolivien)
Die Ruta 24 ist eine nicht vollendete Nationalstraße im südamerikanischen Andenstaat Bolivien.

## Streckenführung
Die Straße hatte eine vorgesehene Länge von 260 Kilometern und sollte laut Planung von den Tiefländern des Departamento Beni an den Rand der Bergländer im Departamento Cochabamba führen.
Die Trasse der Ruta 24 beginnt im Süden bei der Stadt Villa Tunari. Sie zweigt von der Ruta 4 ab und führt auf ihrem ersten Teilstück entlang der Voranden-Kette der Cordillera de Mosetes in nordwestlicher Richtung bis Puerto Patiño und von dort weiter in die Kolonisationsgebiete zwischen dem Río Isiboro und dem Río Secure, wo die gebaute Trasse erst einmal endet.
Der mittlere Teil des Straßenprojektes sollte durch den Nationalpark und Indigenenschutzgebiet Isiboro-Secure (TIPNIS) führen, der aus unberührtem tropischen Regenwald besteht.
Der nördliche Teil der Ruta 24 beginnt sieben Kilometer südwestlich von San Ignacio de Moxos an der Ruta 3 und führt über San José del Kavitu etwa 70 Kilometer in südlicher Richtung, wo die Ruta 24 etwa 30 Kilometer nördlich des Río Secure erst einmal ihr Ende findet.
Der größte Teil der bisherigen Teilstücke der Straße im Norden bei San Ignacio de Moxos und im Süden bei Villa Tunari sind noch unbefestigt. Allerdings sind (Stand 2018) die ersten knapp 50 Kilometer von Süden aus asphaltiert.

## Geschichte
Die Ruta 24 ist mit Dekret DS 26.996 vom 17. April 2003 zum Bestandteil des bolivianischen Nationalstraßennetzes "Red Vial Fundamental" erklärt worden.
Der Plan, eine Straße durch das Grenzgebiet zwischen den Departamentos Beni und Cochabamba zu bauen, rief massiven Protest von Indigenen und Umweltschützern hervor, denn das Gebiet gehört zum Nationalpark und Indigenenschutzgebiet Isiboro-Secure, der sogenannten "TIPNIS-Region" (Territorio Indígena y Parque Nacional Isiboro Sécure), die in ihren zentralen Bereichen von nahezu unberührtem Tropenwald bedeckt sind und von den traditionell lebenden Völkern der Yuracaré, Moxeño und Chimán bewohnt und verwaltet werden. Diese befürchten, dass durch den Weiterbau der Trasse ein Einfallstor für Siedler, illegale Holzfäller und Ölfirmen in ihre geschützten Territorien geschaffen würde. In einem weltweit beachteten Protestmarsch im Herbst 2011 wurde das Straßenprojekt erst einmal auf absehbare Zeit gestoppt.

## Streckenabschnitte im Departamento Cochabamba
- km 000: Einmündung in die Ruta 4 bei Villa Tunari
- km 007: Chipiriri
- km 019: Santa Rosa
- km 027: Eterazama
- km 033: Samuzabety
- km 047: Isinuta
- km 057: Limo del Isiboro
- km 059: Puerto Patiño
- km 072: Santisima Trinidad
- km 081: Pueblo Nuevo Aroma
- km 086: San Juan de Icoya
- km 093: Moleto
- km 098: Ichoa

## Streckenabschnitte im Departamento Beni
- km 213: San José de Kavitu
- km 260: Einmündung in die Ruta 3 bei San Ignacio de Moxos